# Kościół Najświętszej Maryi Panny Królowej Polski w Czechowie
Kościół pw. Najświętszej Maryi Panny Królowej Polski w Czechowie – zabytkowy, katolicki kościół filialny znajdujący się w Czechowie (gmina Santok). Jest filią parafii św. Józefa Rzemieślnika w Wawrowie.

## Historia
Świątynia reprezentuje styl arkadowy zwany też okrągłołukowym (Rundbogenstil). Pierwszy, szachulcowy kościół powstał w tym miejscu w 1763. W latach 80. XVIII wieku zawieszono w nim dzwon. Obiekt ten spłonął w 1834 i został zastąpiony obecnym, ceglanym, z wieżą dominującą nad okolicą, który wzniesiono w 1850.

## Galeria

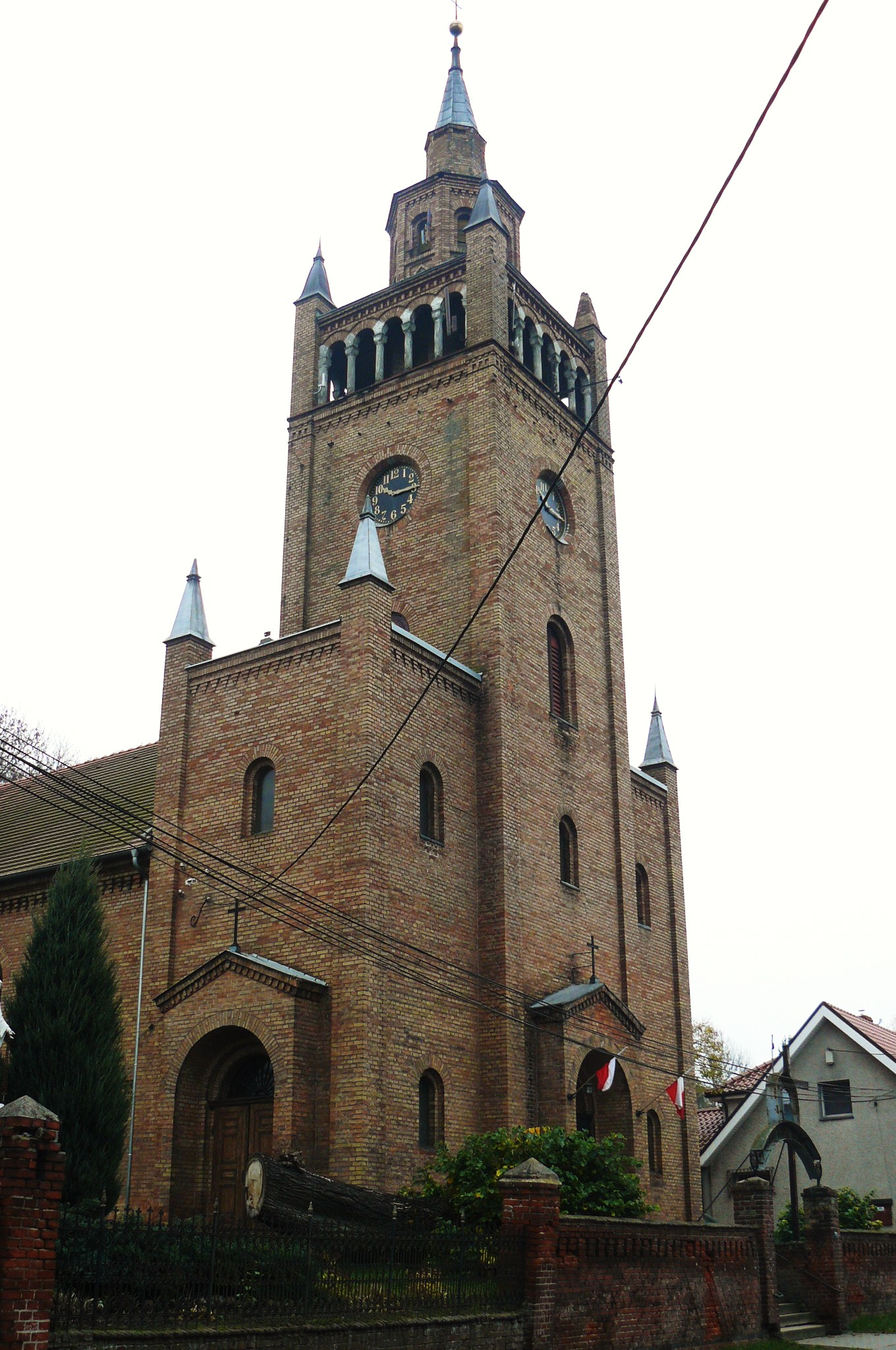
Partia wejściowa
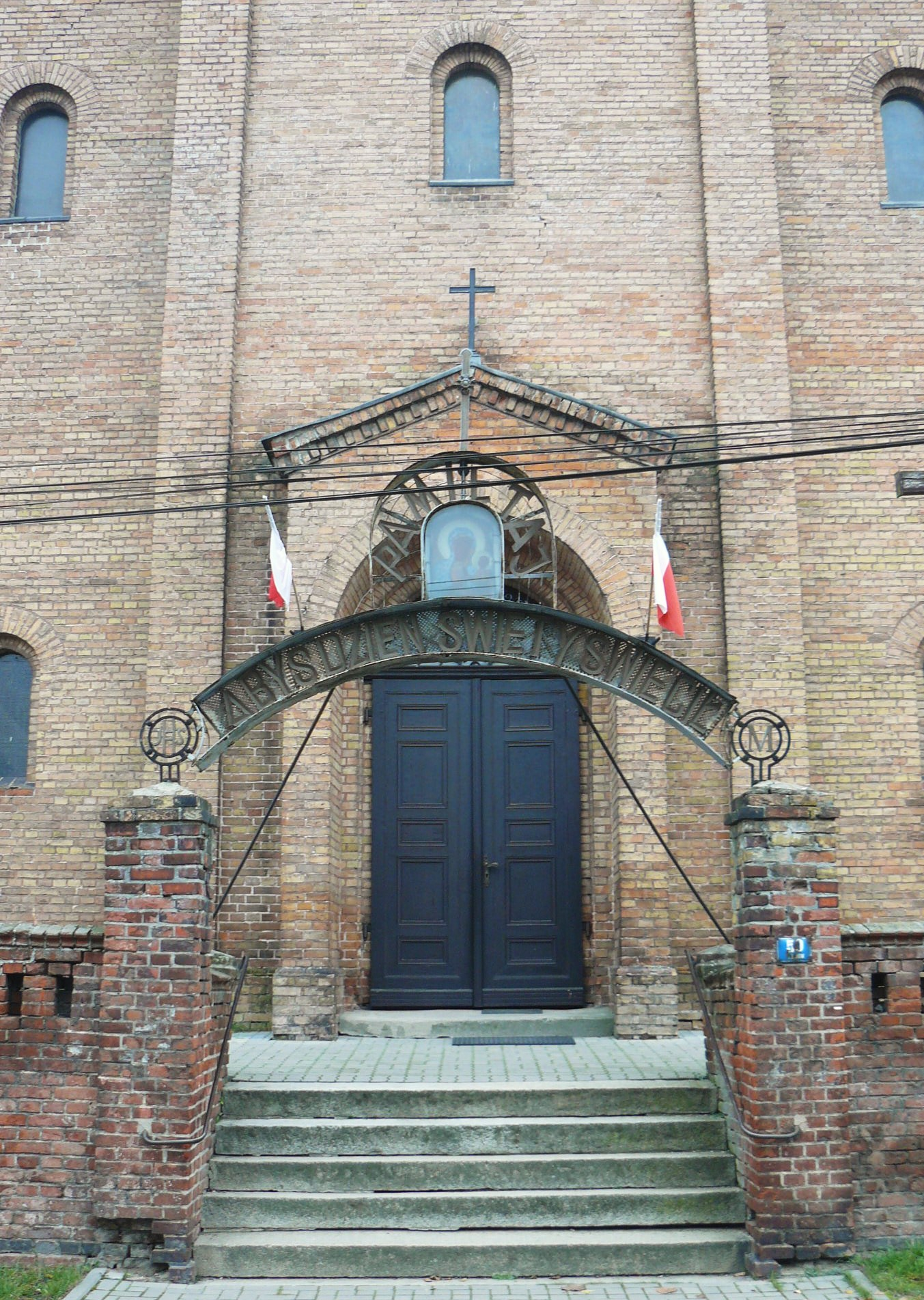
Portal
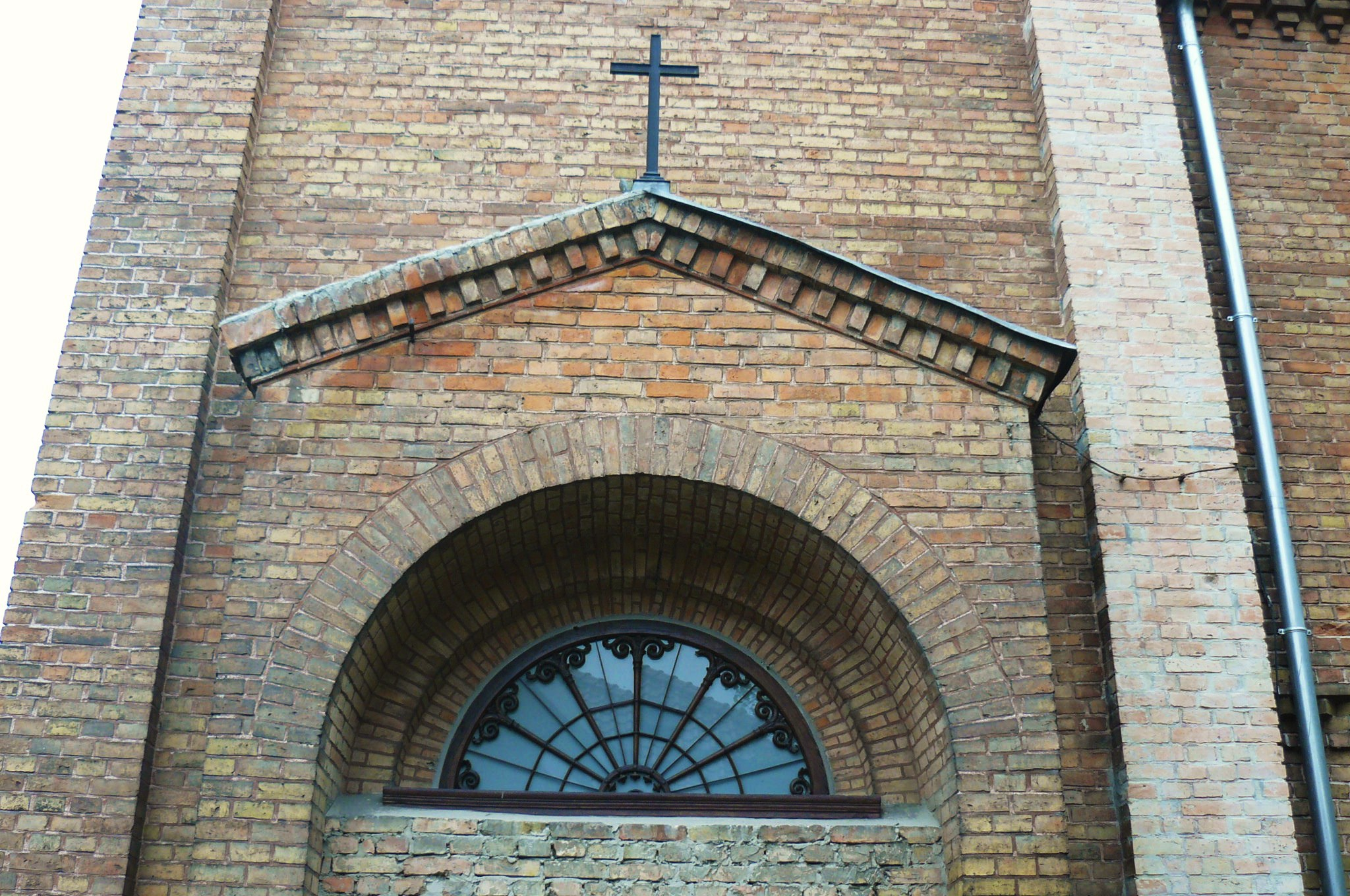
Detal okienny